# Radiometrie
Radiometrie ist die Wissenschaft von der Messung elektromagnetischer Strahlung und ihre Anwendung in Physik, Astronomie und Geophysik. Sie ist mit der Photometrie („Messung des sichtbaren Lichts“) verwandt und stellt die Erweiterung in die Bereiche des Infraroten und Ultravioletten, aber auch der Gammastrahlen dar.
Im Gegensatz zur Photometrie, die optische Größen behandelt, die sich an der Empfindlichkeit des menschlichen Auges orientieren, zielt die Radiometrie auf die Messung der Leistung (Energie pro Zeitspanne), die eine Lichtquelle abgibt oder auf eine gegebene Oberfläche trifft. Dementsprechend basieren die Einheiten sämtlicher radiometrischer Größen auf der Einheit Watt (W).

## Grundlagen
Die quantitative Messung von Strahlungsintensitäten erfolgt mit verschiedenen Arten von Detektoren. Sie wandeln einen Teil der Strahlung in Wärme oder ein elektrisches Signal um, woraus unter anderem auf die Art der strahlenden Oberfläche und ihre Temperatur geschlossen werden kann. Als Vergleich dient oft der theoretisch ideale „schwarze Strahler“ und die für diesen geltenden Strahlungsgesetze.

## Radiometrische Größen
Um die Eigenschaften von Strahlungsquelle, Empfänger und bestrahltem Material beschreiben zu können, hat man radiometrische Größen definiert. Ihnen entsprechen für sichtbares Licht jeweils photometrische Größen, die die spektrale Hellempfindlichkeit des menschlichen Auges berücksichtigen.
| radiometrische Größe                                                | Symbol a)                            | SI-Einheit | Beschreibung                                                    | photometrische Entsprechung b)                  | Symbol                               | SI-Einheit           |
| Strahlungsfluss Strahlungsleistung, radiant flux, radiant power     | {\displaystyle \Phi _{\mathrm {e} }} | W (Watt)   | Strahlungsenergie durch Zeit                                    | Lichtstrom luminous flux                        | {\displaystyle \Phi _{\mathrm {v} }} | lm (Lumen)           |
| Strahlstärke Strahlungsstärke, radiant intensity                    | {\displaystyle I_{\mathrm {e} }}     | W/sr       | Strahlungsfluss durch Raumwinkel                                | Lichtstärke luminous intensity                  | {\displaystyle I_{\mathrm {v} }}     | cd = lm/sr (Candela) |
| Bestrahlungsstärke irradiance                                       | {\displaystyle E_{\mathrm {e} }}     | W/m2       | Strahlungsfluss durch Empfängerfläche                           | Beleuchtungsstärke illuminance                  | {\displaystyle E_{\mathrm {v} }}     | lx = lm/m2 (Lux)     |
| Spezifische Ausstrahlung Ausstrahlungsstromdichte, radiant exitance | {\displaystyle M_{\mathrm {e} }}     | W/m2       | Strahlungsfluss durch Senderfläche                              | Spezifische Lichtausstrahlung luminous exitance | {\displaystyle M_{\mathrm {v} }}     | lm/m2                |
| Strahldichte Strahlungsdichte, Radianz, radiance                    | {\displaystyle L_{\mathrm {e} }}     | W/m2sr     | Strahlstärke durch effektive Senderfläche                       | Leuchtdichte luminance                          | {\displaystyle L_{\mathrm {v} }}     | cd/m2                |
| Strahlungsenergie Strahlungsmenge, radiant energy                   | {\displaystyle Q_{\mathrm {e} }}     | J (Joule)  | durch Strahlung übertragene Energie                             | Lichtmenge luminous energy                      | {\displaystyle Q_{\mathrm {v} }}     | lm·s                 |
| Bestrahlung Einstrahlung, radiant exposure                          | {\displaystyle H_{\mathrm {e} }}     | J/m2       | Strahlungsenergie durch Empfängerfläche                         | Belichtung luminous exposure                    | {\displaystyle H_{\mathrm {v} }}     | lx·s                 |
| Strahlungsausbeute radiant efficiency                               | {\displaystyle \eta _{\mathrm {e} }} | 1          | Strahlungsfluss durch aufgenommene (meist elektrische) Leistung | Lichtausbeute (overall) luminous efficacy       | {\displaystyle \eta _{\mathrm {v} }} | lm/W                 |

## Radiometer
Die Detektoren zur physikalischen Messung von Strahlungsgrößen heißen Radiometer. Von den oben genannten Größen werden hauptsächlich Strahlungsfluss, Bestrahlungsstärke und Strahldichte gemessen.
Ein Radiometer besteht aus der Eingangsoptik (beziehungsweise der Messöffnung/Antenne), dem spektralen Filter, dem eigentlichen Sensor, der zugehörigen Elektronik und dem Anzeigegerät beziehungsweise Display.

## Gamma-Radiometrie
Die Radiometrie von Gammastrahlung ist in der Geophysik und anderen Geowissenschaften eine wichtige Methode zur Bestimmung von Gesteinen und ihrem Stoffgehalt. Grundlage ist die Radioaktivität der in ihnen enthaltenen Nuklide, also ihre spontane Umwandlung in andere chemische Elemente. Die bei Zerfallsprozessen entstehende hochenergetische Gamma-Strahlung hat für jedes Nuklid eine typische Energieverteilung, das sog. Gammaspektrum. Die quantitative Analyse der natürlichen Isotope (vor allem Uran, Thorium, Kalium-40 und Kohlenstoff-14) erlaubt eine Charakterisierung der Gesteine.